# Nikita Ermakov
Nikita Vladlenovič Ermakov (in russo Никита Владленович Ермаков?; 19 gennaio 2003) è un calciatore russo, centrocampista del Pari Nižnij Novgorod.

## Carriera

### Club
Cresciuto nel settore giovanile del CSKA Mosca, esordisce in prima squadra il 16 luglio 2022, disputando l'incontro di Prem'er-Liga vinto per 2-0 contro l'Ural.
Il 28 dicembre 2023 viene ceduto in prestito al Pari Nižnij Novgorod. Il 15 giugno 2024 viene riscattato.

### Nazionale
Ha rappresentato le nazionali giovanili russe Under-16, Under-17, Under-18 ed Under-19.

## Statistiche

### Presenze e reti nei club
Statistiche aggiornate al 7 settembre 2022.
| Stagione        | Squadra         | Campionato      | Campionato | Campionato | Coppe nazionali | Coppe nazionali | Coppe nazionali | Coppe continentali | Coppe continentali | Coppe continentali | Altre coppe | Altre coppe | Altre coppe | Totale | Totale |
| Stagione        | Squadra         | Comp            | Pres       | Reti       | Comp            | Pres            | Reti            | Comp               | Pres               | Reti               | Comp        | Pres        | Reti        | Pres   | Reti   |
| --------------- | --------------- | --------------- | ---------- | ---------- | --------------- | --------------- | --------------- | ------------------ | ------------------ | ------------------ | ----------- | ----------- | ----------- | ------ | ------ |
| 2022-2023       | CSKA Mosca      | PL              | 8          | 0          | CR              | 1               | 0               |                    | -                  | -                  |             | -           | -           | 9      | 0      |
| Totale carriera | Totale carriera | Totale carriera | 8          | 0          |                 | 1               | 0               |                    | -                  | -                  |             | -           | -           | 9      | 0      |